# Дение (единица за измерване)
Вижте пояснителната страница за други значения на дение.
Дениѐ (на английски: denier от латински: denarius, означение den) e извънсистемна единица за линейна плътност на влакна или конци, тоест отношение на тяхната маса към дължината.
1 den = 1 g/9000 m = 0,11 mg/m (1 грам на 9 километра).
Дение се основава на естествен обект: една нишка коприна е приблизително едно дение; нишка коприна от 9000 m тежи около един грам. Терминът дение идва от френското denier, монета с малка стойност (1/12 су). Приложено към преждата, едно дение се счита за равно на тегло на 1/24 унция (1,2 g). Единицата дение е чисто техническа характеристика за дебелината на влакното, която определя плътността на изделието (фактурата на тъканта или трикотажния плат), зависеща от количеството и качеството на влакната, схемата на втъкаването им в тъканта или плата. Основно се прилага за чорапи и чорапогащи. На практика измерването на 9000 m отнема много време и е нереалистично. Обикновено се претегля проба от 900 m и резултатът се умножава по десет, за да се получи теглото в дение.
Влакното обикновено се счита за микрофибър, ако е едно дение или по-малко. Едно дение полиестерно влакно има диаметър около 10 μm.
При чорапогащниците и триката линейната плътност на преждата, използвана в производствения процес, определя непрозрачността на артикула в следните търговски категории: ултра прозрачни (под 10 дение), прозрачни (10 до 30 дение), полунепрозрачни (30 до 40 дение), непрозрачни (40 до 70 дение) и плътно непрозрачни (70 дение или повече).